# Szamszi-ilu
Szamszi-ilu (akad. Šamšī-ilu, tłum. „Słońcem moim jest bóg”) – dostojnik i naczelny dowódca wojsk (turtannu) z czasów panowania asyryjskich królów Adad-nirari III (810–782 p.n.e.), Salmanasara IV (782–772 p.n.e.), Aszur-dana III (771–754 p.n.e.) i Aszur-nirari V (754–746 p.n.e.). Trzykrotnie, w 780, 770 i 752 r. p.n.e. pełnił urząd limmu – eponima.

## Pochodzenie
O pochodzeniu Szamszi-ilu nie wiadomo praktycznie nic. Jedni uczeni – kierując się jego bliskimi związkami z miastem Til Barsip – widzą w nim członka królewskiej rodziny z aramejskiego państewka Bit-Adini, pozostawionej u władzy przez Salmanasara III (858–825 p.n.e.) po tym, jak podbił on i przekształcił to królestwo w asyryjską prowincję. Inni badacze z kolei widzą w nim członka asyryjskiej rodziny królewskiej – być może młodszego syna króla Adad-nirari III. Na to, iż musiał mieć on jakiś związek z asyryjską rodziną panującą, wskazywać może odkrycie złotego naczynia z jego inskrypcją w grobowcu asyryjskiej królowej Mulissu-mukanniszat-Ninuy.

## Kariera
Szamszi-ilu najprawdopodobniej odebrał staranne wykształcenie na dworze asyryjskim, gdzie zaczął obejmować coraz to ważniejsze stanowiska w armii. Za czasów panowania Adad-nirari III zajmował już na pewno urząd głównodowodzącego armii asyryjskiej, gdyż w inskrypcji na steli z Antakya król ten wymienia jego imię w związku z wyznaczeniem nowej linii granicznej pomiędzy królestwami Hamat i Arpad (ok. 800 r. p.n.e.). Wykorzystując małoletność króla i słabość władzy królewskiej Szamszi-ilu stał się szarą eminencją na dworze asyryjskim, kierując od 796 r. p.n.e. w rzeczywistości sprawami państwa. Zgodnie z asyryjskimi listami eponimów utrzymał on swą pozycję i wielkie wpływy za panowania trzech kolejnych następców Adad-nirari III. W tym czasie nie tylko wielokrotnie towarzyszył władcom asyryjskim w ich wyprawach wojennych, ale organizował i prowadził też własne wyprawy wojenne. Z inskrypcji Salmanasara IV na steli z Pazarcık wiadomo na przykład, iż w 773 r. p.n.e. Szamszi-ilu brał udział w wyprawie wojennej przeciw królestwu Damaszku. Prowincję Bit-Adini traktował jak własne księstwo, obierając za swą siedzibę jej stolicę – Til Barsip. W mieście tym odkryto liczne sławiące go inskrypcje, w tym zapisany na wielkim kamiennym lwie opis jego zwycięskich wypraw przeciwko Argiszti I, władcy Urartu. W innej, częściowo zachowanej inskrypcji, Szamszi-ilu chwali się wzniesieniem w pobliżu Aszur nowego miasta, które nazwał Šarru-iddina (tłum. „Król mi je dał”). W jeszcze innej inskrypcji wymienia całą listę swych tytułów: „naczelny dowódca wojsk, wielki herold, zarządca świątyń, dowódca wielkiej armii, gubernator krajów Hatti, Guti i Namri”. Informacje o Szamszi-ilu urywają się pod koniec panowania Aszur-nirari V, kiedy to Asyrię objęła fala buntów i zamieszek, która w 745 roku p.n.e. wyniosła na tron Tiglat-Pilesera III (745–727 p.n.e.).